# Targitaus
Dans la mythologie grecque, selon Hérodote, Targitaus ou Targitaos (en grec ancien : Ταργιταος), est l'ancêtre des Scythes, et leur premier roi. Il est le fils de Zeus et de Borysthenis, fille du dieu-fleuve Borysthenes. Il a eu trois fils, Lipoxaïs, Arpoxaïs et Colaxaïs.
Ses trois fils régnent ensemble sur la Scythie jusqu'à ce que trois objets en or tombent du ciel : une charrue et un joug, une hache et une coupe ; lorsque les deux fils aînés tentent de ramasser les objets, ceux-ci prennent feu. Le plus jeune, Colaxaïs, parvient à les récupérer et ses frères lui transmettent alors le pouvoir sur les Scythes. Les trois objets représentent les trois fonctions reconnues par Georges Dumézil chez les peuples indo-européens : la fonction cléricale (la coupe), la fonction guerrière (la hache) et la fonction de production (la charrue et le joug) ; en possession des trois objets, Coloxaïs acquiert un caractère trifonctionnel.